# Brachyphora nigrovittata
Brachyphora nigrovittata es un coleóptero de la familia Chrysomelidae.
Fue descrita científicamente por primera vez en 1890 por Jacoby.